# Chapelle Saint-Jacques de Maule
Pour les articles homonymes, voir Chapelle Saint-Jacques.
La chapelle Saint-Jacques se situe dans le cimetière de la commune de Maule, dans le département français des Yvelines.

## Histoire
- La chapelle est édifiée au XIIIe siècle, par le baron Henri de Maule, mort vers 1304, mais l'oratoire actuel date probablement du XVe siècle.
- Elle servit en 1280 de sépulture aux victimes de la peste.
- Elle devient chapelle de cimetière en 1766.
- Elle est légèrement remaniée au XIXe siècle.
- Elle est inscrite à l'inventaire des monuments historiques le 17 octobre 1988.

## Généralités architecturales et culturelles
La chapelle est construite en pierre, avec un toit à croupe en tuiles et des poutres les soutenant. Elle renferme une fresque restaurée. Sous son porche (construit plus tardivement) est installée la tombe de Mademoiselle Landouiette de Logivière, avant-dernier seigneur de Maule, décédée en 1770. L'édifice est soutenu par sept contreforts en saillie, le dernier, au niveau du chevet plat de l'oratoire, est absorbé par le tombeau de l'abbé Jean-Baptiste Réal. L'intérieur de l'oratoire, divisé en deux travées, et voûté d'ogives reposant sur six culs-de-lampe sculptés d'angelots et de motifs floraux.

## Anecdote
L'entrée de la chapelle, de conception plus récente (voir la photo), a longtemps servi de remise pour le corbillard de la commune, à l'époque où il était tiré par un cheval. Bien après sa dernière utilisation, le véhicule est resté garé derrière les grilles, masquant ainsi le petit sanctuaire.